# Període d'Isin-Larsa
El període d'Isin-Larsa (al voltant de 2025-1763 aC, Cronologia mitjana; o 1961-1699 aC, Cronologia curta) és una fase de la història de l'antiga Mesopotàmia, que s'estén entre el final de la Tercera Dinastia d'Ur i la conquesta de Mesopotàmia pel rei Hammurabi de Babilònia, que va conduir a la creació de la Primera dinastia de Babilònia.
Segons la datació convencional aproximada, aquest període comença l'any 2025 aC i acaba l'any 1763 aC. Constitueix la primera part del període antic babilònic (2025-1595 aC), i la segona part és el període de dominació de la Primera dinastia de Babilònia, que acaba amb el saqueig de Babilònia el 1595 aC i l'ascens dels cassites. La Tercera Dinastia d'Ur va precedir immediatament el període Isin-Larsa, i la seva caiguda va ser deguda als atacs combinats dels amorreus des de l'oest i els elamites des de l'est.
Com el seu nom indica, el període d'Isin-Larsa va veure successivament l'aparició de dues grans potències a la Baixa Mesopotàmia: el regne d'Isin, que intenta buscar la successió del regne d'Ur després de la seva caiguda i va establir la dinastia d'Isin; i la regne de Larsa, la caiguda del qual marca el final del període.
En realitat, cap d'aquests dos regnes va exercir una hegemonia innegable a la Baixa Mesopotàmia, i van haver de conviure amb altres regnes menys poderosos (com Uruk, Babilònia i Mankisum), mentre que més al nord la seva influència era inexistent i va donar pas a altres entitats polítiques poderoses (Eixnunna, Ekal·latum, Mari, Iamkhad). Les dinasties d'aquest període tenen en comú un origen amorrita semític, encara que ràpidament es van aculturar a les tradicions mesopotàmiques.

## La caiguda d'Ur i la formació de les dinasties amorrites
Les tribus amorrites es van tornar cada cop més turbulentes durant el període de la Tercera Dinastia d'Ur, c. s. xxi aC. Els motius dels moviments de poblacions amorrites són difícils d'avaluar. Sens dubte, això està lligat a un fenomen d'escalfament global, que afecta més ràpidament els seminòmades que viuen a les estepes on la supervivència depèn de punts d'aigua rars que s'assequen ràpidament quan les condicions climàtiques es tornen més dures. Les mencions dels amorreus en els textos van ser llavors cada cop més nombroses, fins i tot el territori de Sumer i Accad. El rei Xulgi va arribar a construir un mur per protegir-se d'aquestes incursions, però va ser inútil. A Síria, els llocs urbans comencen a perdre importància, la qual cosa sembla demostrar que el nomadisme estava guanyant importància, i cal veure un signe de l'establiment massiu dels amorreus en aquesta regió. Probablement va ser en aquesta època quan les dinasties amorrites van començar a establir-se al nord de Síria. Al sud de Mesopotàmia, la pressió exercida pels amorreus és cada cop més forta a finals del s. xxi aC. El rei Ibbi-Sîn va perdre gran part del seu territori septentrional a mans de les tribus amorrites, mentre que el seu regne va patir gana (aquest fenomen està, sens dubte, en part lligat a aquests atacs). Va ser en aquest moment (al voltant de 2017 aC) que el governador de la ciutat d'Isin, Ixbi-Erra, es va separar quan Ibbi-Sîn li va encarregar de subministrar gra a Ur. El regne es va debilitar encara més. El cop de gràcia prové finalment d'una incursió iniciada per Kindattu, el rei d'Elam, que pren Ur i altres ciutats sumèries cap al 2004 aC. Ibbi-Sîn és deportat a Elam, i amb ell acaba el poderós regne d'Ur III. Si van ser els elamites els que van desfer aquest regne, no hi ha dubte que els amorreus van ser els principals artífexs de la seva caiguda. Ells són ells qui recullen els fruits; quan els elamites tornen ràpidament a casa, els governants amorrites governen molts regnes a tot l'Orient Mitjà.
Sobre les ruïnes del regne d'Ur s'alcen tot un conjunt de regnes governats per dinasties amorrites. Al territori de Sumer, Ixbi-Erra va aconseguir mantenir el poder a Isin i va poder dominar la regió després d'expulsar els elamites d'Ur. Però els reis amorreus ja s'havien instal·lat a la ciutat de Larsa des del final del regnat d'Ibbi-Sîn. Els registres del regne d'Eixnunna esmenten la presència de poderoses tribus amorrites a la regió de Diyala. Al territori d'Accad, els regnes amorreus s'instalen més tard, durant el període de lluites entre Isin i Larsa, a les ciutats de Kix, Sippar i Babilònia. A Síria, probablement durant aquest mateix període, es van fundar les dinasties amorrites als regnes de Mari, Alep i Qatna, així com tots els principats de la regió de Khabur, Balikh i tot l'Eufrates Mitjà.

## La rivalitat entre Isin i Larsa

### Isin com a centre de poder (2025-1924 aC)
Quan la deteriorada Tercera Dinastia d'Ur (Ur III) finalment es va esfondrar a mans dels elamites a finals del tercer mil·lenni aC, va quedar un buit de poder que altres ciutats-estat es van lluitar per omplir. L'últim rei de la dinastia Ur III, Ibbi-Sin, no tenia els recursos ni el govern organitzat necessaris per expulsar els invasors elamites.
Un dels seus funcionaris governamentals, Ixbi-Erra, es va traslladar d'Ur a Isin, una altra ciutat del sud de Mesopotàmia, i s'hi va establir com a governant. Ixbi-Erra va aconseguir així mantenir el seu poder a Isin després de la caiguda d'Ur. Encara que no se'l considera part de la Tercera Dinastia d'Ur, Ixbi-Erra va fer alguns intents de continuar aquesta dinastia, molt probablement per justificar el seu govern. Ixbi-Erra no va tenir sort en expandir el seu territori, perquè altres ciutats-estat de Mesopotàmia també van assolir el poder: Eixnunna i Ashur es van convertir en centres poderosos. Tanmateix, va aconseguir rebutjar els elamites de la regió d'Ur. Això va donar a la dinastia Isin el control de les ciutats culturalment significatives d'Ur, Uruk i el centre espiritual de Nippur. En aquell moment, ja havia estès el seu poder més al nord, com a Eixnunna on va instal·lar un nou governador, que aviat es va emancipar. Al sud, el regne de Larsa es manté independent. Ixbi-Erra va morir al voltant de 1985 aC, i va ser substituït per Shu-ilishu (1984-1975 aC), que va restaurar Ur durant el seu regnat, sobretot recuperant l'estàtua del déu Sin portada a Elam el 2004 aC.

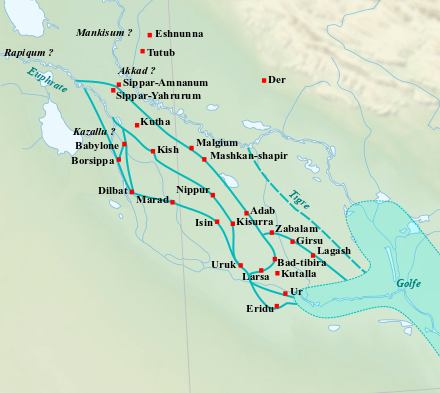
Localització de les principals ciutats de la Baixa Mesopotàmia durant el període Isin-Larsa
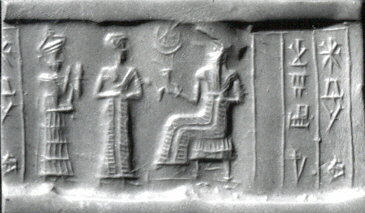
Impressió d'un segell de cilindre. Escena de presentació, c. 2000–1750 aC. Isin-Larsa.

El regnat següent, el d'Iddin-Dagan (1974-1954 aC) està molt poc documentat, mentre que el del seu successor Ishme-Dagan (1953-1935 aC) va deixar un gran nombre de fonts, entre elles molts textos literaris. Sabem que va fer construccions o reconstruccions a les principals ciutats sumèries. Va ser aleshores l'època de màxima esplendor d'Isin.
En el regnat següent, el de Lipit-Ixtar (1934-1924 aC), conegut per haver deixat un codi de lleis, Larsa va començar a convertir-se en una seriosa amenaça i a guanyar avantatge.
Durant més de 100 anys, Isin va florir. S'han excavat restes de grans projectes d'edificació, com ara temples. S'han descobert molts edictes i codis de lleis reials d'aquell període. L'estructura política centralitzada d'Ur III va continuar en gran part, amb els governants d'Isin nomenant governadors i altres funcionaris locals per dur a terme la seva voluntat a les províncies. Les lucratives rutes comercials cap al golf Pèrsic continuaven sent una font crucial d'ingressos per a Isin.

### Ascens i domini de Larsa (c. 1924–1763 aC)
La ciutat de Larsa havia estat subjecta a la ciutat de Lagaix, que havia estat capturada pel governant d'Isin Ixbi-Erra.
Segons la Llista de reis sumeris, producte de la historiografia del regne de Larsa, aquesta ciutat es va convertir seu d'una dinastia amorrita independent des de l'any 2025 aC, quan un tal Naplânum, desconegut en altres llocs, pren aquesta ciutat al governant d'Ur. Però per estar informats amb certesa sobre el regne de Larsa cal esperar als regnats de Samium (1976-1942 aC), que es van apoderar de la ciutat de Lagaix, i Zabaia (1941-1933 aC).
A la mort d'aquest últim, el tron va recaure en el seu germà Gungunum (1932-1906 aC), que era l'artífex del poder de Larsa. Primer es va apoderar d'Ur, després de Kishurra i Uruk, tot a costa d'Isin. Després va derrotar a l'altra gran potència regional, Elam, apoderant-se temporalment de Susa, i precipitant així la caiguda de la dinastia elamita de Simaixki i, per tant, aquest país ja no va ser una gran amenaça per a Mesopotàmia durant més d'un segle.
A la seva mort, Larsa es va convertir en el regne més poderós del sud de Mesopotàmia. Però Isin no va admetre la derrota, i un nou enfrontament entre els dos regnes sota els següents sobirans va acabar amb la victòria del rei Abisare de Larsa (1905-1895 aC), i la mort d'Ur-Ninurta d'Isin (1923-1896 aC) en batalla. El següent enfrontament, en canvi, veu en Bur-Sîn (1894-1874 aC) la venjança d'Isin contra Sumuel (1894-1866 aC). Però això no impedeix que aquests últims conquerissin noves ciutats més al nord: Kix, Kazallu i sobretot Nippur.

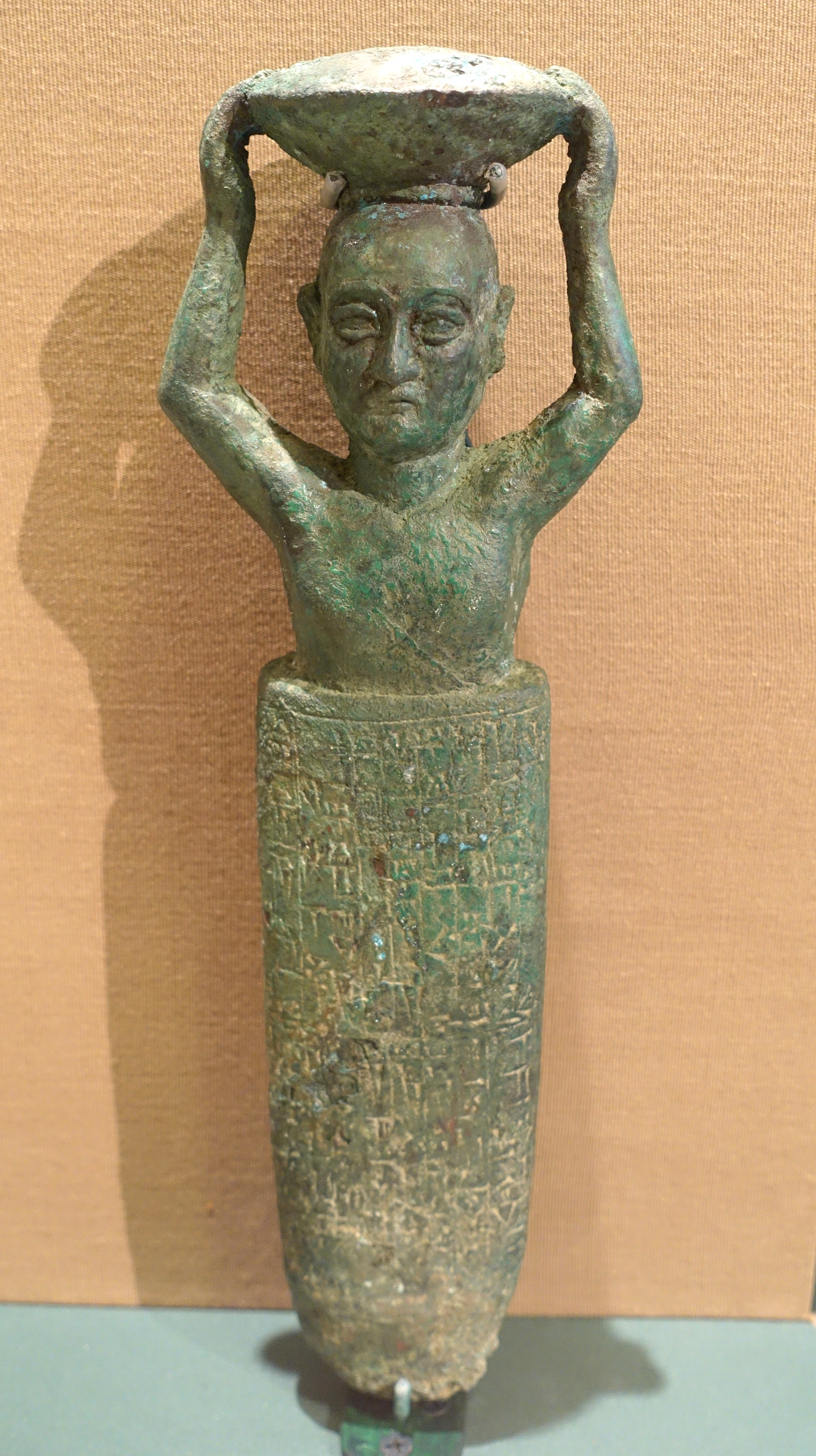
Figura de fundació del rei de Larsa Rim-Sin I, 1822-1763 aC. Museu de l'Institut Oriental, Universitat de Chicago
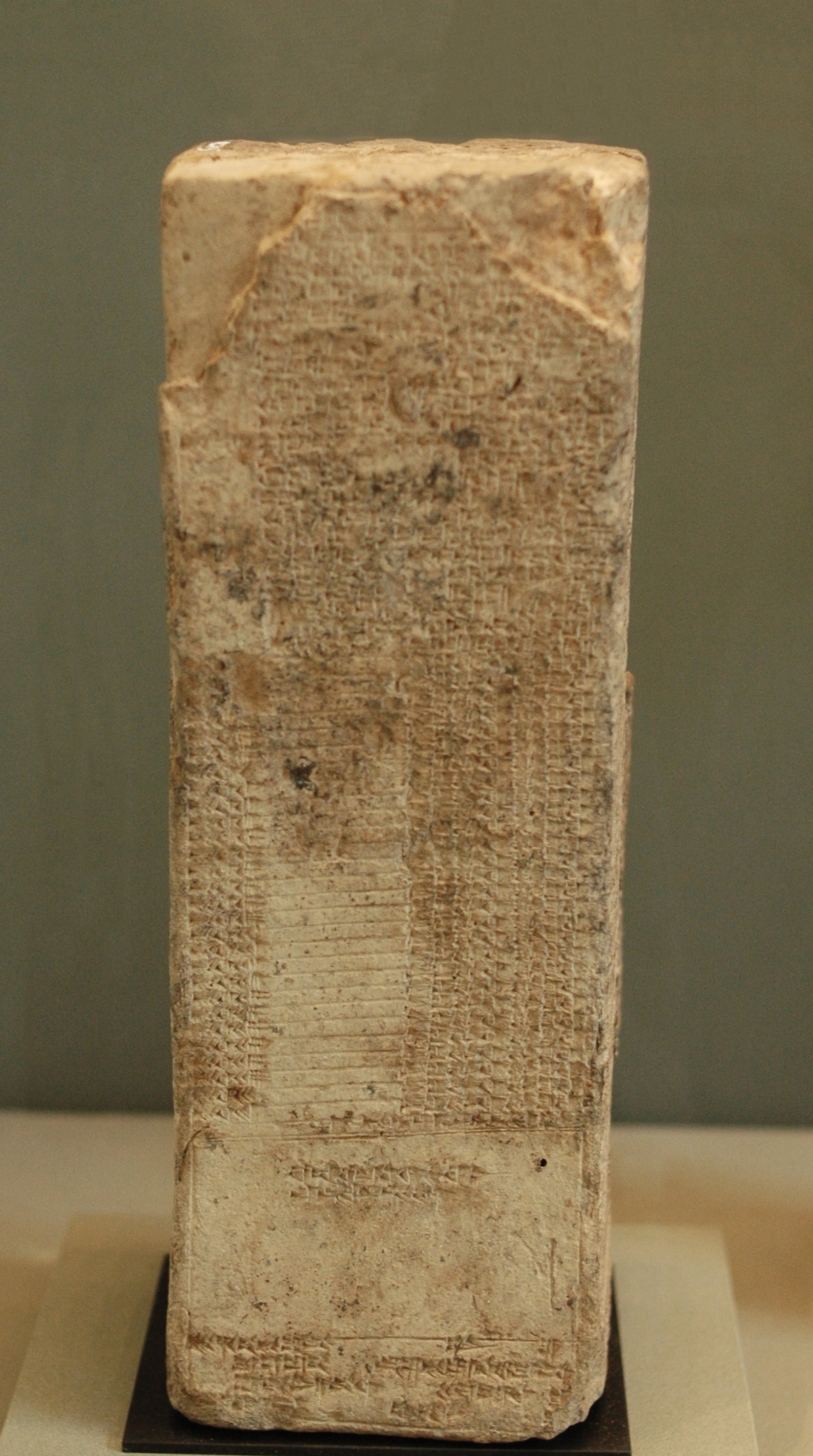
Llista dels reis de Larsa. Museu del Louvre

Els esdeveniments exactes que envolten la desintegració d'Isin com a regne són majoritàriament desconeguts, però es poden reunir algunes proves a partir del registre històric i arqueològic. Perquè Gungunum legitimés el seu govern i donés un cop mortal a Isin, va capturar la ciutat d'Ur. Com que la regió de Larsa era el principal centre de comerç a través del golf Pèrsic, Isin va perdre l'accés a rutes comercials enormement rendibles. Ur era una ciutat amb una enorme importància històrica i cultual; en algun moment també es va perdre un altre centre de culte, Nippur. Els documents també indiquen que Isin va tenir un gran problema per mantenir l'accés a les seves fonts d'aigua. Els dos successors de Gungunum, Abisare (c. 1841-1830 aC) i Sumuel (c. 1830-1801 aC), tots dos van prendre mesures per tallar completament l'accés d'Isin als canals desviant-los cap a Larsa.
Larsa es va fer poderosa, però mai va acumular massa territori. En el seu moment de màxima expansió, durant el regnat de Rim-Sin I (c. 1758-1699 aC), Larsa només controlava entre 10 i 15 ciutats-estats, enlloc del territori controlat per altres dinasties de la història de Mesopotàmia. No obstant això, els arqueòlegs han trobat grans projectes de construcció i agrícoles.
Cap al 1860 aC, un foraster anomenat Enlil-bani es va apoderar del tron d'Isin, posant fi a la dinastia hereditària establerta per Ixbi-Erra més de 150 anys abans.

## Desaparició

### La fragmentació del poder al sud de Mesopotàmia

Localització dels principals jaciments del període final d'Isin-Larsa, a principis del segle aC.

Durant aquest mateix període, el nord de Babilònia es va dividir entre diversos petits regnes amorrites: Kix (que va caure en mans de Larsa sota el regnat de Sumuel), Sippar, Marad (que en un moment va experimentar una gran expansió), Dilbat, Damrum i Babilònia (on es va fundar una dinastia per Sumulael (1880-1845 aC)). Encara més al nord, a la vall de Diyala, el regne d'Eixnunna es va apoderar de totes les ciutats-estat veïnes a partir del regnat d'Ipiq-Adad (c. 1850 aC), i es va convertir en un gran centre polític. Al territori sumeri dominat per Isin i Larsa, es va fundar una nova dinastia a Uruk per Sîn-kāšid cap al 1860 aC, que va tenir una gran activitat com a constructor a la seva capital. Es va aliar amb Babilònia casant-se amb la filla de Sumulael.
La situació d'Isin continua empitjorant després de les derrotes infligudes per Sumuel. Una història explica que el rei derrotat, Erra-imiti (1868-1861 aC), després d'haver assabentat per presagis de la seva futura mort, es va fer substituir temporalment per un «reial substitut», el jardiner Enlil-bani, sobre qui se suposava que havia de caure la maledicció; però el destí havia decidit la seva mort, i així Enlil-bani (1860-1837 aC) esdevingué rei legítim. Després d'aquest regnat, Isin va continuar en decadència, ja que Larsa es va convertir en la potència dominant a la regió. En aquesta ciutat, Nur-Adad (1865-1850 aC) va ser un important constructor, però el seu únic èxit militar va ser la captura de Maskham-shapir al nord del seu regne, i va haver de sufocar una revolta al seu territori. Sin-Iddinam (1849-1843 aC) va tenir un regnat curt però prolífic; va derrotar a Sumulael de Babilònia,i després a Eixnunna, les dues potències emergents al nord del seu regne. Després d'ell, Sin-Iqisham (1840-1836 aC) va derrotar una coalició formada per Isin, Uruk, Kazallu i Elam.
Aleshores, el creixent poder de Babilònia es va afirmar. Després de la derrota de Sumulael contra Larsa, el seu fill Sabium (1844-1831 aC) es va apoderar dels regnes veïns: Sippar, Kix, Damrum, Dilbat i Marad. Fins i tot sembla que va vèncer un exèrcit de Larsa. En aquesta ciutat s'instal·là cap al 1834 aC una nova dinastia, amb un personatge de nom elamita, Kudur-Mabuk, que no esdevingué tanmateix rei de Larsa, a diferència dels seus dos fills, Warad-Sin (1834-1823 aC) i Rim-Sin (1822-1763 aC). Sembla que aquest canvi dinàstic es va fer successivament amb una revolta de Maskham-shapir, després la seva aliança amb Kazallu que es tradueix en una ofensiva al cor del regne de Larsa. Kabur-Mabuk restaura la situació, mentre que Warad-Sin amplia la seva autoritat sobre la ciutat santa de Nippur, i derrota el regne de Malgium. Rim-Sin va tenir un regnat molt llarg, de gairebé seixanta anys, la primera meitat del qual va estar marcada per grans èxits militars. El 1802 aC, es va apoderar del veí regne d'Uruk, i va posar definitivament el seu palau a la ciutat de Nippur, que havia tornat a l'òrbita d'Isin. Aquest primer gran èxit no el va protegir de l'expansió babilònica; Sin-Mubal·lit (1812-1793 aC) va llançar diverses ofensives cap al sud del seu regne, i es va apoderar temporalment de Nippur i fins i tot d'Isin cap al 1797 -1796 aC. Rim-Sin no triga a contraatacar; les seves tropes ocupen Nippur, després annexiona Isin i les restes del seu regne el 1794 aC. Aquest és el gran esdeveniment del seu regnat, però també la seva última gran victòria. Sens dubte, esgotat per les successives guerres que emprèn, el regne de Larsa cessa la seva expansió, mentre a Babilònia puja al tron el més gran sobirà de l'època: Hammurabi (1792-1750 aC).

### La situació a l'Alta Mesopotàmia i Síria
Els esdeveniments a les regions del nord de Mesopotàmia i Síria són poc coneguts, per manca de fonts per a aquest període. Els grans regnes de la regió són el Iamkhad (centrat al voltant de la seva capital Alep), Qatna (el seu rival al sud), Mari (a l'Eufrates mitjà, d'on provenen les principals fonts d'aquest període), Carquemix (a la vora d'Anatòlia), Ekal·latum (a la regió del Tigris superior, el jaciment del qual no ha estat localitzat), i també la ciutat d'Assur, coneguda per aquest període pels arxius dels comerciants de Capadòcia (Kaneix). També cal destacar el regne d'Eixnunna, que té vistes a la regió de l'Eufrates Mitjà i també la de Khabur, lloc de pas de les principals rutes comercials.
Ipiq-Adad II d'Eixnunna va capturar la ciutat d'Arrapha durant la segona meitat del segle xix aC. El seu fill Naram-Sin, continua en aquest impuls; llança ofensives a la regió del Tigris, on derrota el poder local, Ekal·latum i fa fugir el seu rei Xamxi-Adad, que es refugia. a Babilònia. Després continua cap al Triangle del Khabur, on Ekal·latum ja havia estès la seva influència. També ataca en direcció a l'Eufrates; el seu pare havia sotmès Rapiqum, i posa el Suhum sota el seu domini. El rei de Mari Yakhdun-Lim (1810-1794 aC), ara veí d'Eixnunna, es va veure obligat a acceptar la sobirania d'aquest últim a costa de la del seu veí de l'est, Iamkhad. El rei d'aquest país, Sumu-Epuh, dona suport llavors a una revolta de les tribus nòmades benjaminites del regne de Mari, que és sotmesa per Yakhdun-Lim. Mentrestant, Xamxi-Adad va tornar de l'exili i va restablir el seu poder a Ekal·latum, aprofitant la decadència d'Eixnunna després de la mort de Naram-Sin.

## Concentració de poder

### El Regne de l'Alta Mesopotàmia

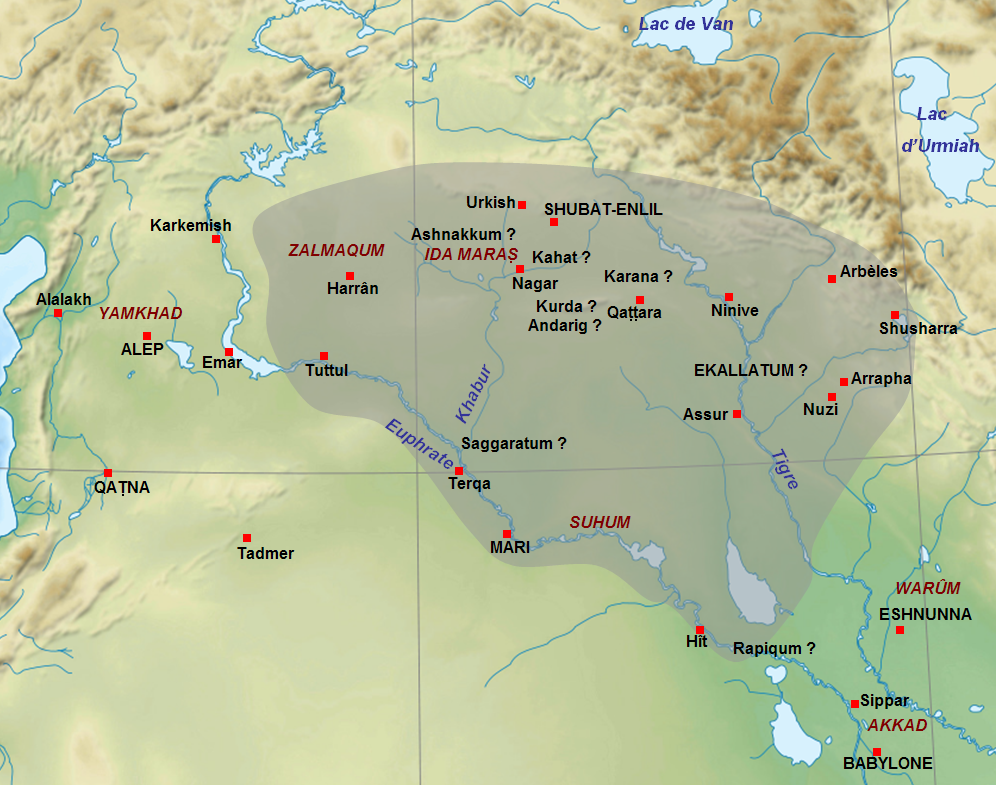
Extensió aproximada del Regne de l'Alta Mesopotàmia abans de la mort de Xamxi-Adad

Xamxi-Adad comença una sèrie de conquestes al seu retorn a Ekal·latum. Comença sotmetent Assur, que obre el camí al Triangle de Khabur. Captura la part oriental d'aquesta regió, però Yakhdun-Lim l'atura a Nagar i el seu progrés cap a l'oest queda bloquejat momentàniament. Tanmateix, el seu adversari és immediatament expulsat pel seu fill, i el regne de Mari es troba desestabilitzat. Xamxi-Adad s'aprofita de la situació. Mari cau el 1793 aC.
Així es va crear un regne molt poderós, entre el Tigris i l'Eufrates, amb la regió del Triangle de Khabur al centre, controlant així importants rutes comercials. Aquest regne, abans considerat erròniament assiri (perquè Xamxi-Addu governava Assur), es coneix generalment com el Regne de l'Alta Mesopotàmia. Xamxi-Adad estableix una nova capital al centre del seu regne, a Shekhna, que rebateja Shubat-Enlil. Per facilitar el control dels seus territoris, va posar els seus dos fills a càrrec de les regions frontereres més perilloses: el fill gran Ixme-Dagan a Ekal·latum (per fer front a Eixnunna), i el més jove Yashmakh-Adad a Mari (per fer front a Alep). Però Xamxi-Adad manté la primacia, i s'atribueix el títol de «Gran Rei», mentre que els seus dos fills simplement llueixen el títol de «Rei». És ell qui decideix l'orientació general de la política exterior del seu regne. Segella així una aliança amb el rei Ixkhi-Adad de Qatna per enfrontar-se a Alep, amb l'avantatge afegit del matrimoni de Yashmakh-Adad amb Dam-hurasi, la filla del nou aliat. A causa d'aquesta aliança, Xamxi-Adad ha d'enviar diverses vegades tropes a Qatna per donar suport a la seva guerra contra Alep, i per ajudar-la davant les revoltes dels vassalls a la regió del Líban. També es contracta una aliança amb el seu antic enemic, Eixnunna. Els dos fills de Xamxi-Adad tenen dos temperaments diferents. Ixme-Dagan compleix les seves obligacions militars i aconsegueix diverses victòries a la regió del Tigris durant una campanya realitzada conjuntament amb Eixnunna, durant la qual s'apodera de Nínive i Arbela. En canvi, Yasmakh-Adad, conegut pels arxius de Mari (entre els quals hi ha la seva correspondència amb el seu pare i el seu germà, que permet conèixer bé la història d'aquest regne) apareix menys inclinat a les seves obligacions com a rei, i quasi mai va a la guerra.
Els darrers anys del regnat de Xamxi-Adad van ser força turbulents. Una epidèmia de pesta esclata a la regió de Mari, mentre que esclaten revoltes a diversos llocs. Quan el rei va morir l'any 1775 aC, els veïns del Regne de l'Alta Mesopotàmia van sentir el canvi de marea i es van llançar a l'atac contra ell. El rei Ibalpiel II d'Eixnunna sacseja l'autoritat d'Ixme-Dagan a la regió del Tigris. Aconsegueix quedar-se a Ekal·latum, però demostra incapaç de recuperar l'herència deixada pel seu pare. El seu germà Yasmakh-Adad va desaparèixer davant una revolta liderada pels governants de la regió de l'Eufrates Mitjà perseguits per Xamxi-Adad. A Mari, és Zimri-Lim, descendent de Yakhdun-Lim, qui puja al tron.

### El punt d'inflexió: la invasió elamita
Els anys posteriors a la mort de Xamxi-Adad estan marcats per la recerca d'un nou equilibri als antics territoris del Regne de l'Alta Mesopotàmia. Mari és el centre del problema. Zimri-Lim ha d'establir la seva autoritat sufocant primer diverses revoltes per poder estendre el seu domini a la regió de Khabur. També ha de normalitzar les seves relacions amb els seus veïns. Així s'alia amb Alep, perquè el rei Sumu-Epuh el va ajudar a pujar al tron. A l'est, la situació és més perillosa. Esclata una guerra entre Mari i Eixnunna, abans que els dos regnes facin les paus. Les relacions entre Mari i Babilònia es veuen pertorbades per disputes a la regió de Suhum, i en particular a la ciutat fronterera d'Hît.
Un nou protagonista sorgeix llavors en el concert dels regnes amorreus, el rei elamita Siwepalar-Huppak. Aquest va exercir una dominació en principi sobre tots els altres reis, però aquest no es va exercir en els fets, ja que va intervenir només rarament a Mesopotàmia. No obstant això, opta per atacar Eixnunna, i busca l'ajuda de Mari i Babilònia per fer-ho. Aleshores, Zimri-Lim i Hammurabi aprofiten l'oportunitat i, al costat dels elamites, les seves tropes prenen Eixnunna el 1765. Però Siwepalar-Huppak no s'atura aquí i s'apodera dels territoris d'Eixnunna (assumint les ambicions territorials d'aquells) i després la regió de Khabur (on les seves tropes prenen Shubat-Enlil). Al mateix temps, es baralla amb Hammurabi, que s'ha apoderat de les ciutats que pertanyen a Eixnunna i que es nega a retornar-les. Aleshores es produeix un conflicte entre tots dos. Hammurabi es veu ràpidament posat en dificultats, però gaudeix del suport del rei de Mari (amb qui estableix una aliança), que es tem per les seves possessions al Triangle de Khabur, i també de la majoria dels altres reis amorrites que s'oposen a aquesta invasió «estrangera» (Elam és l'únic regne important no governat per una dinastia amorrita), excepte Qatna i Larsa. Davant d'aquesta oposició, Siwepalar-Huppak finalment es va retirar.
Després d'aquesta ofensiva aturada in extremis, Hammurabi emergeix com el gran guanyador. Aquest esdeveniment constitueix un punt d'inflexió per al període, perquè és a partir d'aquest moment que Babilònia comença les seves conquestes a Mesopotàmia.

### L'irresistible ascens de Babilònia
Hammurabi, el rei de Babilònia, va fundar la Primera dinastia babilònica i va unir tota la regió.
Beneficiant-se de l'ajuda de les tropes de Mari, Hammurabi, el rei de Babilònia, va poder atacar al seu antic enemic Rim-Sin de Larsa, a qui finalment va aconseguir derrotar el 1763 aC. Aquesta victòria el va convertir en el mestre indiscutible del sud de Mesopotàmia, cosa que ningú havia aconseguit fer. des de la caiguda d'Ur. Larsa es va convertir en un lloc menor, encara que s'ha suggerit que va ser la llar de la Primera Dinastia del País de la Mar de Babilònia.
Després es va dirigir cap al nord, i intervé a la regió de Jebel Sinjar en direcció a les possessions de Mari, abans d'apoderar-se d'Eixnunna, on s'havia establert un sobirà després de la sortida dels elamites. No se sap en quines condicions va esclatar la guerra entre Babilònia i Mari. Sigui com sigui, aquest últim va caure el 1760 aC, abans de ser destruïda el 1759 aC.
Aleshores Hammurabi va iniciar una sèrie de conquestes a la vall del Tigris, probablement fins a la regió d'Assur. A partir d'aquest moment, Mesopotàmia queda subjecta a la primera dinastia de Babilònia. Però Hammurabi no ataca a Alep ni Elam, que segueixen sent les altres dues grans potències del Pròxim Orient d'aquest període.

## Arqueologia
Les troballes arqueològiques d'aquest període provenen majoritàriament dels jaciments d'Ur, Eixnunna i una sèrie de jaciments d'excavació al llarg del Diyala. Isin i Larsa només han estat estudiats en una mesura limitada.

### Art
Artísticament, el període Isin-Larsa és un període d'agitació, marcat per l'augment de la influència dels amorrites al nord-oest de Mesopotàmia. La vida era sovint inestable, i les invasions no sumeries un tema recurrent. Sovint és difícil distingir entre l'art d'Isin-Larsa i l'art de la primera dinastia babilònica, excepte quan les inscripcions permeten l'atribució datable.

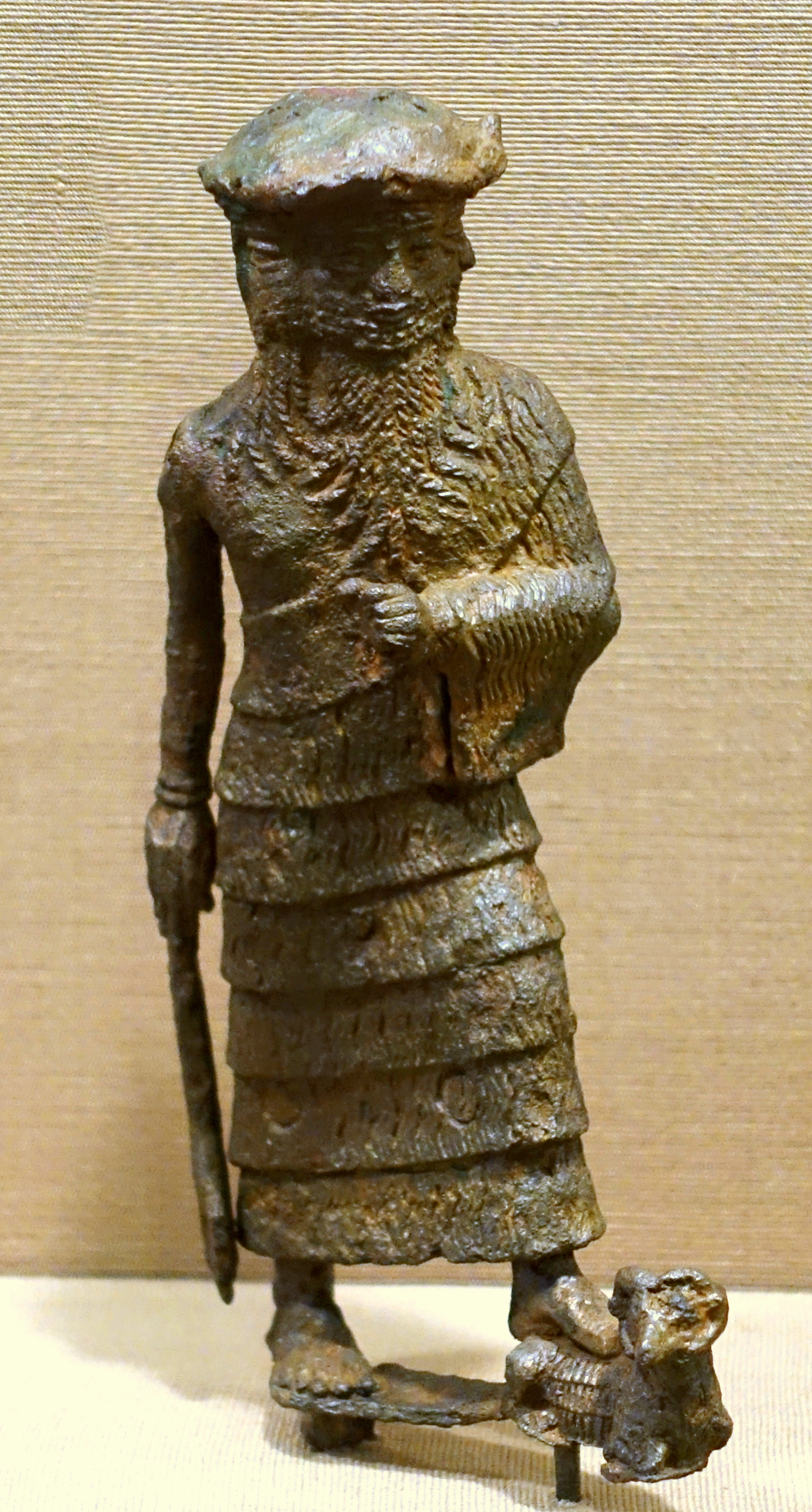
Déu de quatre cares, Ishchali. Isin-Larsa fins als períodes de l'antiga Babilònia, 2000-1600 aC. Estàtua de bronze. Museu de l'Institut Oriental, Universitat de Chicago
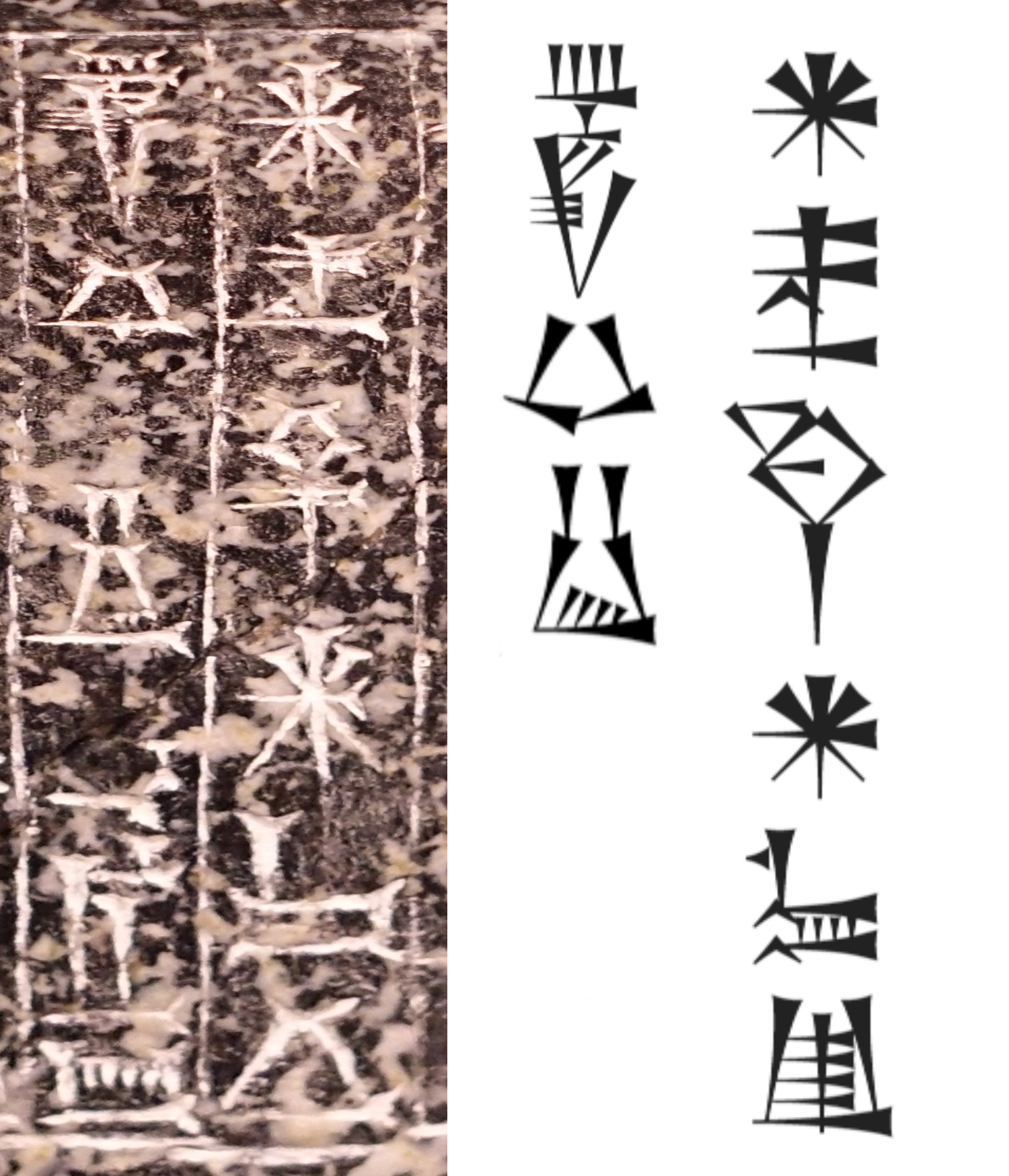
Títol «Rim-Sin, rei de Larsa» en un bol de pedra: 𒀭𒊑𒅎𒀭𒂗𒍪 (Rim-Sin); 𒈗 (Rei de); 𒌓𒀕 (Larsa)
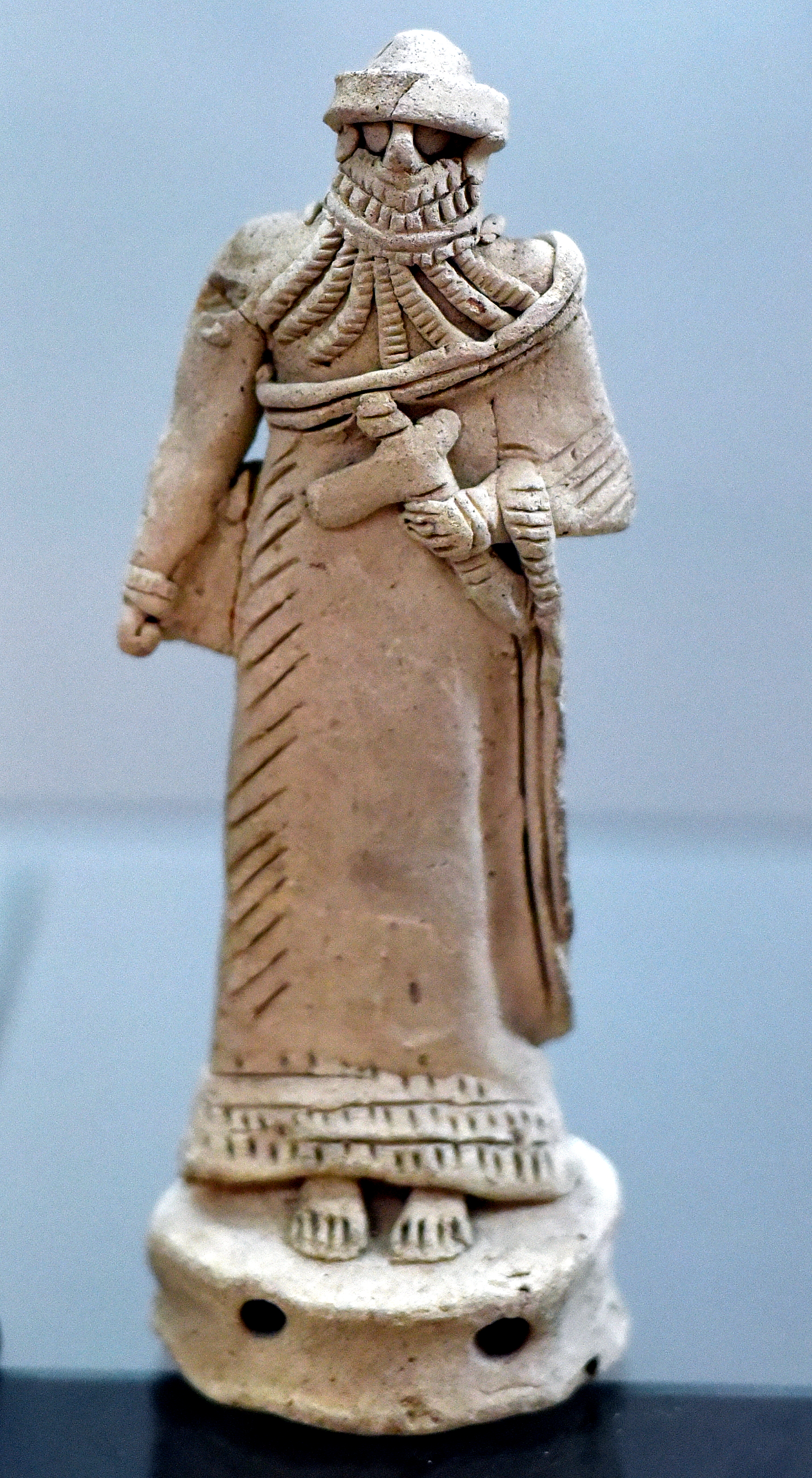
Figureta masculina de terracota que sosté una destral o una aixa, de Tell Telloh, període Isin-Larsa, c. 1900 aC. Museu Nacional de l'Iraq

Les estatuetes són una troballa típica d'aquesta època. El programa pictòric coneix principalment escenes triomfals, que es poden veure en segells cilíndrics i en plaques de terracota.

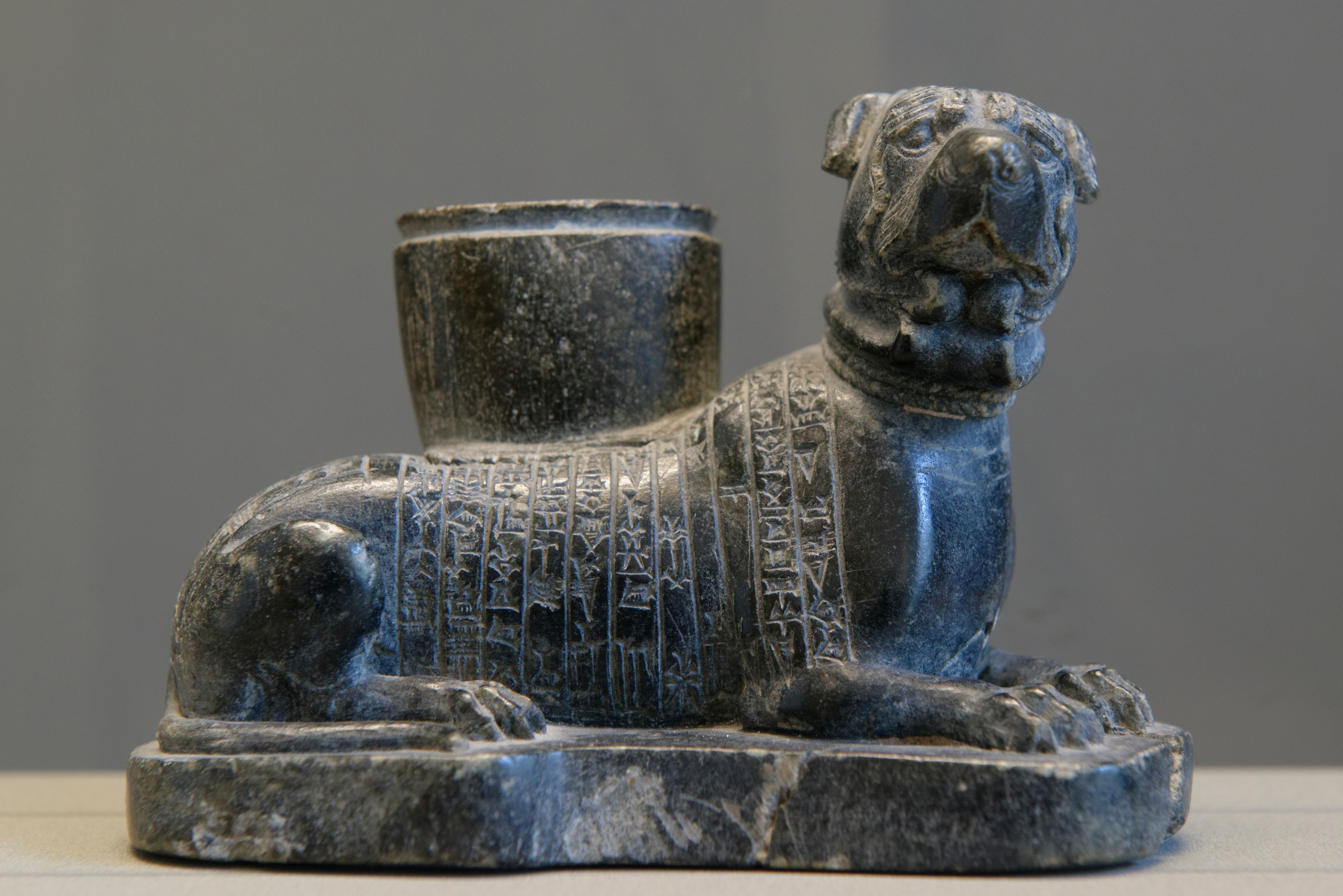
Estatueta votiva d'un gos, dedicada per un metge de Lagaix a la deessa Ninisina, per a la vida de Sumuel, rei de Larsa. Museu del Louvre.
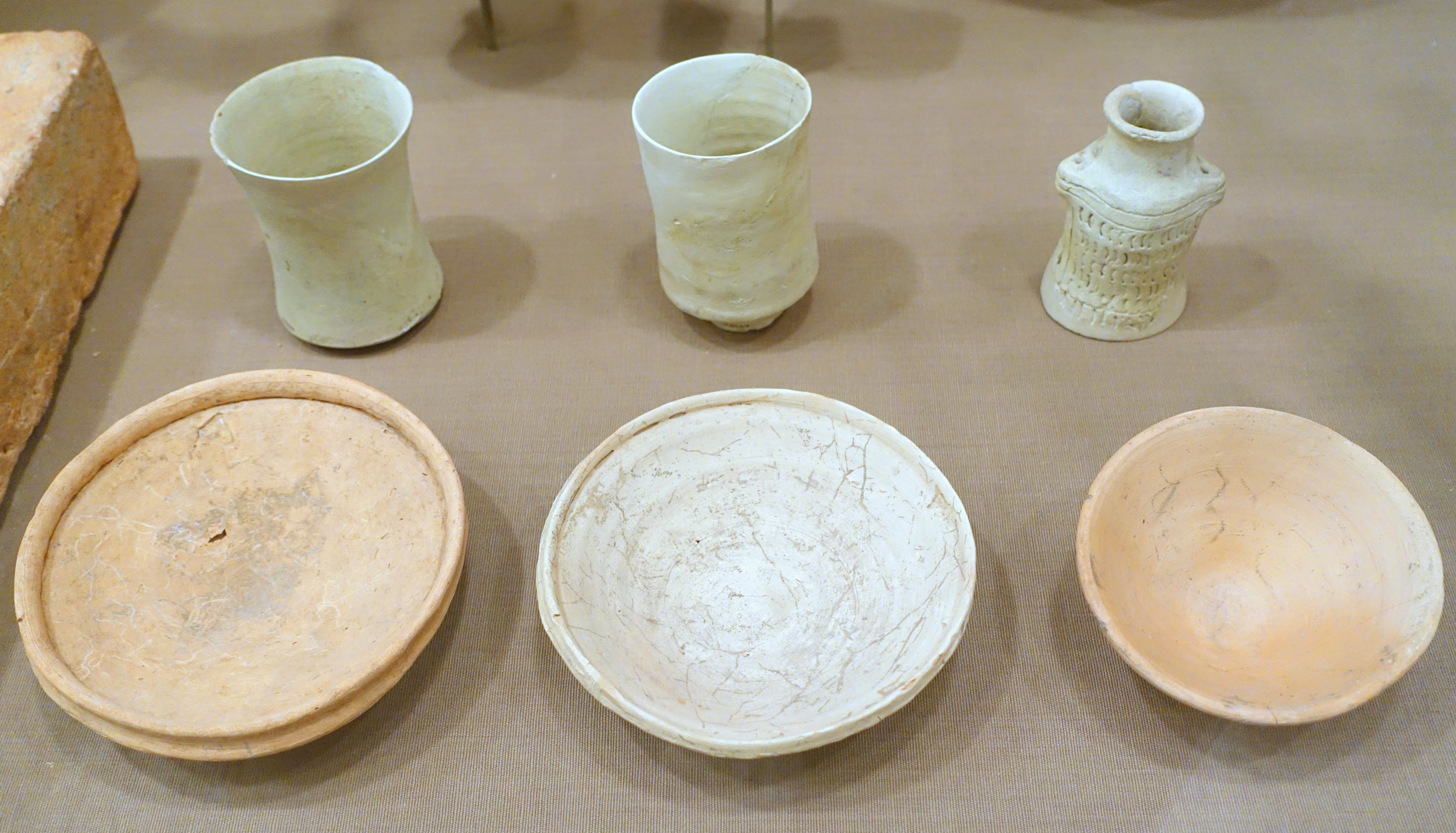
Ceràmica de l'època Isin-Larsa. Museu de l'Institut Oriental de Chicago
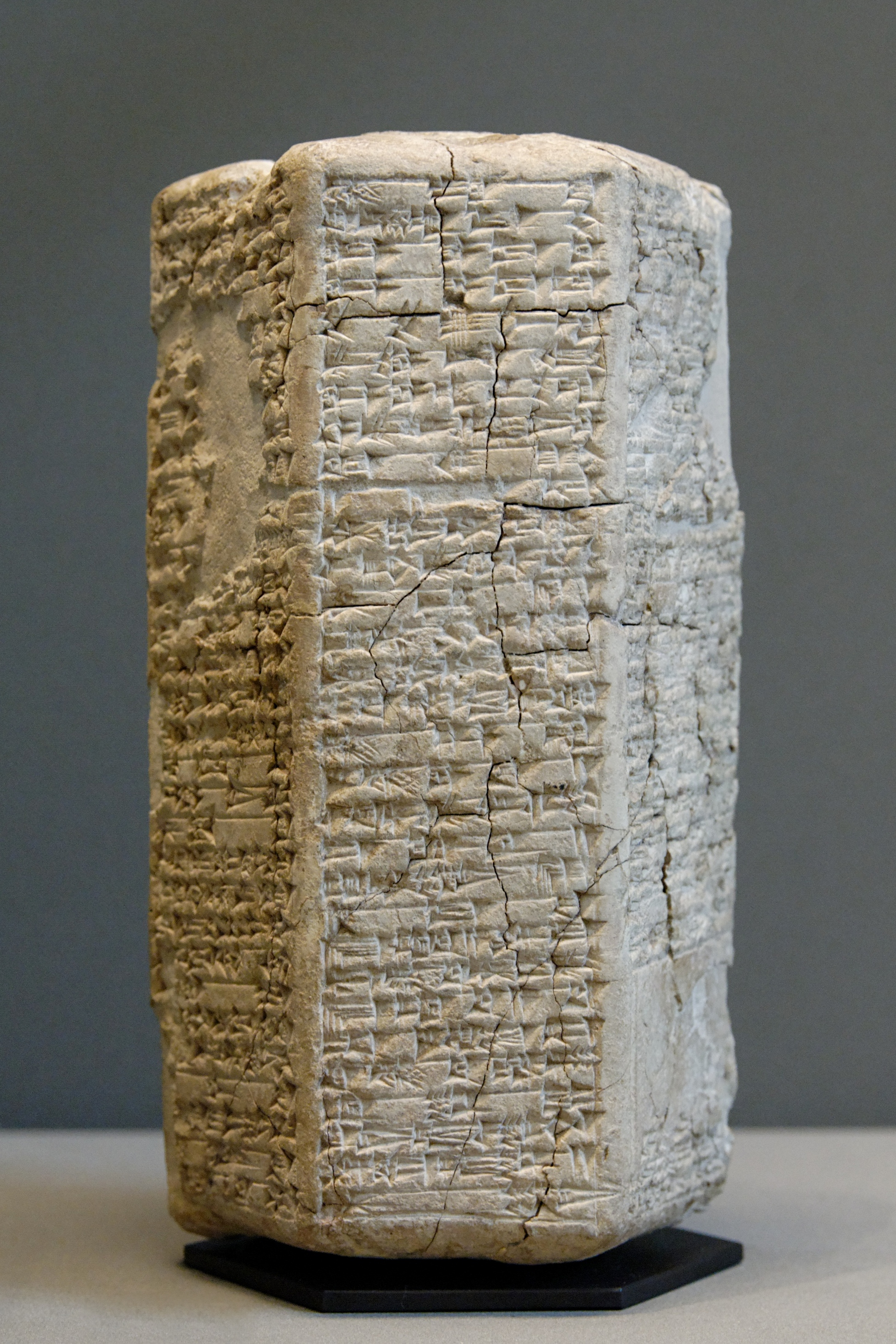
Un poema d'elogi a Iddin-Dagan, actualment al Museu del Louvre

L'Estela de Daduixa també correspon a aquest programa. La placa de terracota més famosa d'aquesta època és l'anomenat La Reina de la Nit.

### Arquitectura
Les cases d'habitatge, normalment cases amb pati, van seguir un patró consistent en el període Isin-Larsa. Diverses estances estaven disposades al voltant d'un pati central i regular pavimentat amb maons. Davant de l'entrada hi havia una habitació amb parets especialment gruixudes, que sovint anava adossada per una cel·la humida. Darrere d'aquesta hi havia normalment una segona sala equipada amb un altar. Les cases eren de diverses plantes, de manera que se sol conservar una cambra d'escala, en la qual sovint hi havia un pou de drenatge.
Els edificis destacats d'aquesta època són el palau de Šu-ilija i el temple de Šu-Sîn a Eixnunna, la muralla de la ciutat amb els lleons de la porta de Tell Harmal, el temple de Nergal de Tell Haddad, l'E-Babbar a Larsa, així com el Gula temple d'Isin, el temple Kitītum a Išǧali i els edificis de culte de Tutub.

### Tombes
Les formes de les tombes d'aquesta època són en gran part inconsistents. A més de les tombes fetes amb maons, també hi ha sarcòfags en sepultures individuals, càpsules per a nens i enterraments senzills.